# CC 88

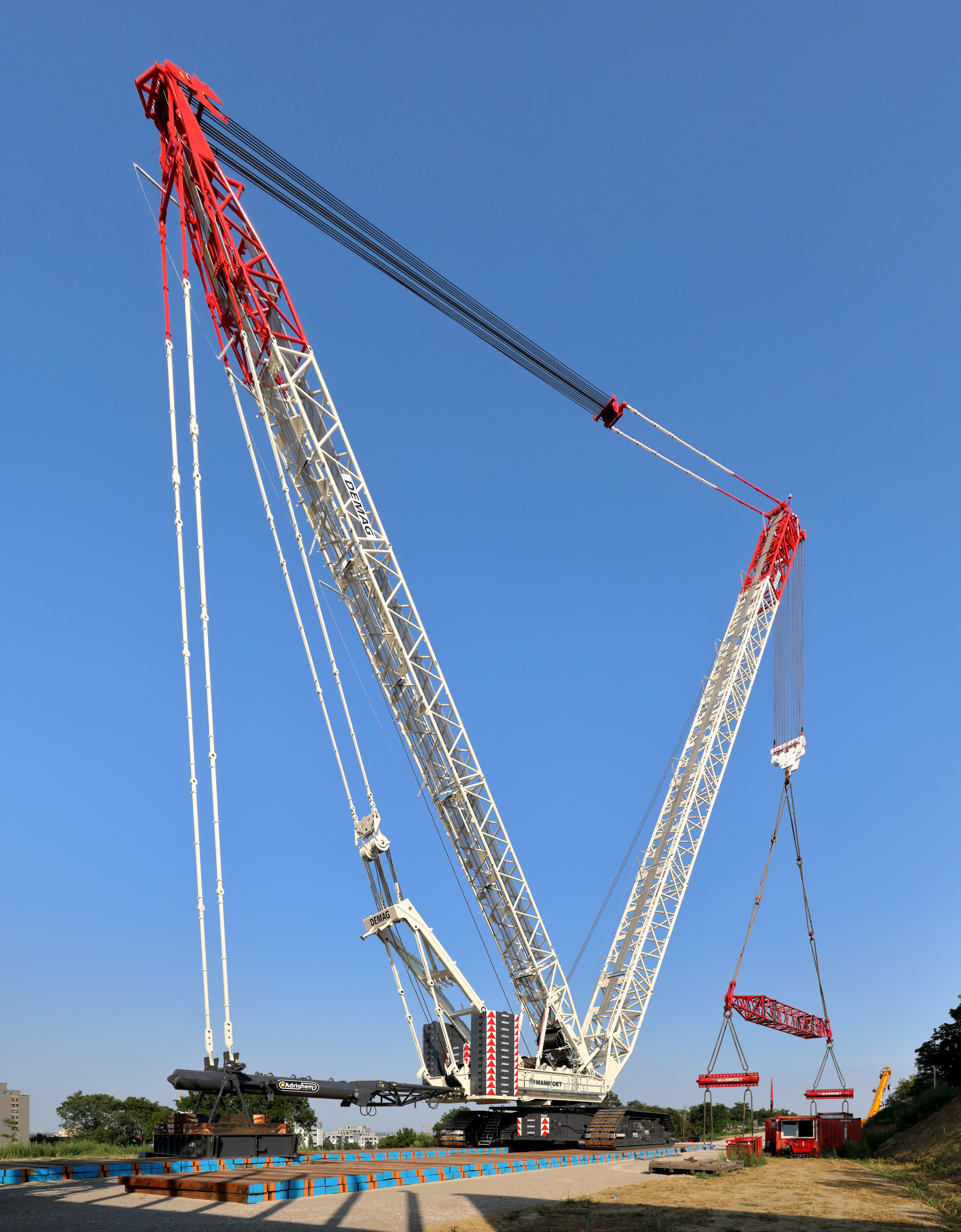
Demag Raupenkran CC 8800-1; bestückt mit einem 84 m Hauptausleger

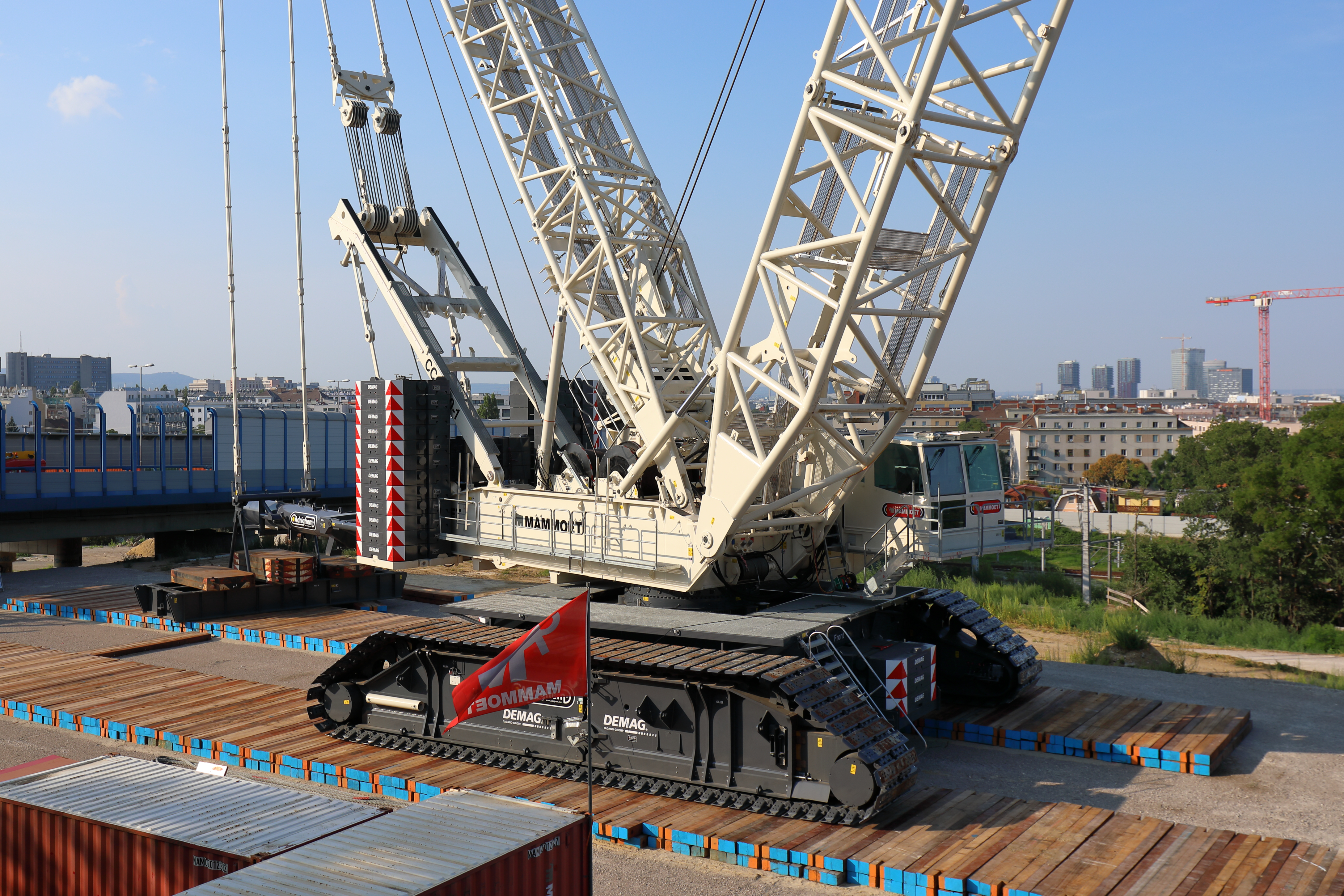
Grundmaschine des Demag Raupenkranes CC 8800-1

Der CC 88, ehemals CC 8800, ist ein Gittermastkran mit Raupenfahrwerk von Tadano Europe. Weltweit sind von diesem Modell mehr als 20 Exemplare im Einsatz. Der Gittermastausleger erreicht eine Höhe von 216 Metern. Für den Transport wird der Kran in Einzelteile zerlegt und mit Tiefladern zur Baustelle gebracht. Die Einzelkomponenten wiegen dabei fast 40 Tonnen.
Das erste Modell CC 8800-1 Twin hat eine Tragfähigkeit von bis zu 3200 Tonnen und wurde im Oktober 2007 fertiggestellt. Im August 2009 wurde das zweite Exemplar dieses Modells fertiggestellt.

## Technische Daten CC 8800-1
- Max. Tragfähigkeit:  1600 t (bei 16 m Ausladung)
- Max. Lastmoment:  24.020 tm
- Hauptausleger:  48 – 156 m
- Hilfsausleger:  36 – 108 m
- Superliftmast:  48 m
- Oberwagen-Gegengewicht: 300 t
- Zentralballast: 60 t
- Superlift-Gegengewicht: 640  t

## Technische Daten Grundmaschine
- Gesamtbreite: 12,50 m
- Raupenbreite:  2,00 m
- Spur: 10,50 m
- Motor:  2 unabhängige Antriebseinheiten mit jeweils 390 kW/523 PS
- Anzahl Winden: 6